# Hypatiuskrøniken
Hypatiuskrøniken (russisk: Ипатьевская летопись; ukrainsk: Іпатіївський літопис, Іпатський літопис, Літопис руський за Іпатським списком, hviderussisk: Іпацьеўскі летапіс) er et håndskrift fra 1400.tallet, der blev genopdaget i Ipatev-klosteret i Kostroma ved Volga af den russiske historiker Nikolaj Karamzín. Håndskrift er en samling og indeholder kopier af Nestorkrøniken, Kijevkrøniken fra 1100-tallet, og Galicien-Volhynienkrøniken fra 1200-tallet.
Krøniken er skrevet på kirkeslavisk med mange østslavismer. Siden 1810 har krøniken befundet sig på "Det kejserlige offentlige bibliotek" nu Det russiske nationalbibliotek i Sankt Petersborg.
Hypatiuskrøniken indeholder beretningen om Jurij Dolgorukijs modtagelse af fyrsten af Novgorod-Siverskij, Svjatoslav Olgovitj, til en rådslagning i bosættelsen "Moskva" ved Moskvafloden i 1147, hvilket betragtes som den første skriftlige omtale af Moskva.